# Memoria sulle disuguaglianze della luce dei satelliti di Giove
La Memoria sulle disuguaglianze della luce dei satelliti di Giove (in francese: Mémoire sur les inégalités de la lumière des satellites de Jupiter, sur la mesure de leur diamètre, et sur un moyen aussi simple que commode de rendre les observations comparables, en remédiant à la différence des vues et des lunettes) è un saggio di astronomia scritto dall'astronomo francese Jean Sylvain Bailly.

## Genesi dell'opera
Bailly aveva già scritto nel 1766 un trattato astronomico sui satelliti di Giove, l′Essai sur la théorie des satellites de Jupiter. Forse era il ritmo di lavoro già in mano; forse era un disperato tentativo di ottenere qualcosa; forse era la volontà di elevarsi al di sopra dei battibecchi politici che portò Bailly a produrre, nel 1771, uno dei suoi migliori lavori scientifici, la Mémoire sur les inégalités de la lumière des satellites de Jupiter.
Come si sapeva all'epoca, il tempo di un'eclissi apparente di un satellite precede il tempo di un'eclissi reale, perché l'osservatore vede solo il segmento di satellite illuminato. La taglia apparente di questo segmento varia a seconda della luminosità del satellite, dell'intensità della luce del pianeta (in questo caso Giove), della distanza del satellite dalla fascia del pianeta, dell'altezza dell'eclissi rispetto all'orizzonte terrestre, della potenza del telescopio usato e, infine, anche a seconda dell'equazione personale usata dall'osservatore. Similarmente la fine apparente di un'eclissi segue la reale emersione. Già nel 1732 l'astronomo Grandjean de Fouchy, che sarebbe poi diventato segretario perpetuo dell'Accademia francese delle scienze, aveva a lungo tentato di affrontare il problema in questione, offrendo una soluzione parziale in questi termini:
1. en raison inverse des carrés de la distance de Jupiter au soleil;
2. en raison inverse des carrés de la distance de Jupiter à la terre.»

1. inversamente al quadrato della distanza tra Giove e il Sole;
2. inversamente al quadrato della distanza tra Giove e la Terra.»

(Grandjean de Fouchy spiega all'Académie des sciences i suoi risultati.)
Per costruire le tabelle degli errori per le eclissi dei satelliti di Giove, de Fouchy mise a punto un ingegnoso sistema per la determinazione, data la posizione, del termine entro il quale l'eclissi reale ritarda rispetto all'eclissi apparente. Usando due telescopi di uguale potere risolutivo, egli applicò all'obiettivo di uno un diaframma di dimensioni tali che le due aperture fossero nello stesso rapporto come la più grande e la più piccola distanza di Giove dalla Terra; l'intervallo di tempo tra le eclissi apparenti osservate con questi due telescopi, secondo de Fouchy, avrebbe dovuto dare la quantità dell'equazione per il segmento invisibile del satellite.
Per quarant'anni non fu fatto più alcun esperimento, perché, occupato con il segretariato dell'Accademia, de Fouchy non ebbe né il tempo né, forse, l'inclinazione di continuare. E la sua scoperta non fu messa in uso, perché anche se aveva indicato un metodo per stabilire un'equazione, non aveva determinato le quantità da utilizzare. Bailly disse che incominciò a lavorare sulle idee di de Fouchy nel 1765.

## Contenuto
Diversamente dagli esperimenti di de Fouchy, Bailly utilizzò un singolo telescopio per le sue osservazioni. Per mezzo di un diaframma applicato all'obiettivo dello strumento, egli diminuì l'apertura nella stessa proporzione tra la massima distanza di Giove dalla Terra e la sua distanza effettiva in quel momento. Quando ci sarebbe dovuta essere l'eclissi di un satellite, egli osservava il momento del contatto attraverso l'apertura ridotta, poi rimuoveva il diaframma e cronometrava l'intervallo di tempo fino al secondo, "vero", contatto. Queste osservazioni, condotte dal 1768 in poi, consentirono a Bailly di confermare la teoria della intensità della luce di Fouchy, ma non mostravano alcuna correlazione tra questa e l'equazione dell'errore per le eclissi.
(Bailly nella Mémoire.)
Questa "eclisse a piacimento" era realizzata con una serie di diaframmi di dimensioni graduate rimossi in rapida successione dall'obiettivo del telescopio. La prima scoperta di Bailly come risultato di questa procedura fu che il punto di scomparsa del terzo satellite era a 1/64 della sua massima intensità; per gli altri tre, invece, a 1/16; tuttavia egli stimò il primo satellite come il più grande e motivando la sua minore luminosità a causa della vicinanza a Giove. La stima di Bailly era in accordo con ciò che Galileo Galilei aveva rilevato, ma non con le attuali conoscenze, secondo cui il terzo e il quarto satellite sono approssimativamente della stessa taglia e contemporaneamente più larghi del primo e del secondo. 
Le misure dei diametri dei satelliti avvenivano in termini della loro apparizione dal centro di Giove, e furono determinate in base al tempo che ognuno dei satelliti impiegava per entrare completamente nell'ombra di Giove:
(Bailly nella Mémoire.)
Bailly suppose l'area della porzione invisibile del satellite in proporzionalità inversa al quadrato dell'apertura, e preparò una serie di tabelle per calcolare il diametro reale a partire dal diametro osservato. Un sottoprodotto di questa ricerca fu la scoperta che l'equazione dell'errore variava in conformità alle tabelle di rifrazione di Pierre Bouguer presenti nel Traité d'optique sur la gradation de la lumière, e Bailly calcolò le sue tavole a intervalli di 2° dall'orizzonte fino allo zenit. Essa seguiva dalla formula di Bailly per la porzione invisibile del satellite secondo cui, se il segmento invisibile aveva un rapporto fisso con l'accettanza di un telescopio, allora i relativi errori di telescopi differenti potevano essere determinati con precisione. Con questa idea in mente, Bailly e Charles Messier, insieme, condussero una serie di esperimenti sia con dei telescopi rifrattori che con dei telescopi riflettori. Essi confrontarono ulteriormente i risultati delle loro osservazioni per determinare,  ognuno dei due, il proprio fattore che interessava la loro misura di tempo. Bailly concluse la sua Mémoire con una serie di suggerimenti per una pratica standard di osservazione, progettata per ridurre gli errori degli strumenti e dell'osservatore.

## Giudizi successivi
Anche se gran parte del lavoro di Bailly è stato sostituito e/o dimenticato, non c'è alcun dubbio che fu estremamente utile a suo tempo. Bailly non era stato in grado di fare osservazioni sul quarto satellite mentre lavorava su questo documento, così l'astronomo Jérôme Lalande gli chiese il permesso di portare avanti il suo lavoro in questo campo relativamente al quarto satellite. 
Lalande, il matematico Pierre-Simon Laplace, Jean-Baptiste Delambre, François Arago: tutti gli scienziati e gli astronomi che hanno valutato il lavoro di Bailly sono d'accordo sull'eccellenza di questa mémoire. Lalande, ad esempio scisse su di essa: 
(Lalande nell′Éloge de Bailly.)
Nevil Maskelyne, quinto astronomo reale, e Jean-Baptiste Delambre continuarono sulla stessa linea di ricerca per un po' di tempo, fino a quando divenne evidente che basare la formula sull'apertura del diaframma non era la procedura migliore.
Si può notare per inciso che la sintesi di questo lungo e faticoso lavoro di Bailly, che apparve nelle Histoires dell'Accademia nel 1771, era insolitamente concisa. Le uniche parole di lode verso Bailly sono solo per le «sue ricerche egualmente ingegnose e fini». La sintesi fu scritta da Nicolas de Condorcet, grande rivale di Bailly, che sarebbe ufficialmente diventato Segretario Perpetuo nel febbraio del 1773 sconfiggendo lo stesso Bailly, quando Fouchy andò in pensione.
La crescente consapevolezza di una certa ostilità accademica è evidente negli scritti di questo periodo dello stesso Bailly. Per prima cosa, egli tende a rivolgersi ad un pubblico più ampio e, a tempo debito, ad un più ampio campo di interesse. Inoltre, egli mostra un nuovo atteggiamento di indipendenza e di auto-giustificazione che sconfinava, in qualche caso, in amarezza. Durante il 1772, Bailly scrisse una lettera dettagliata alla Royal Society, che delineava i suoi metodi per lo studio della luce dei satelliti di Giove. Questa lettera fu letta dinnanzi alla Royal Society il 18 febbraio e il 25 febbraio del 1773, e fu pubblicata nelle Philosophical Transactions dello stesso anno insieme con delle "Notes on the foregoing paper" scritte dal reverendo Samuel Horsley, il quale, pur esprimendo alcune riserve su alcune questioni di dettaglio, espresse comunque la più alta opinione del lavoro di Bailly.